# US Métro (Eishockey)
Die Eishockeyabteilung des französischen Sportvereins US Métro aus Paris existierte von 1951 bis 1971.

## Geschichte
Die Eishockeyabteilung von US Métro wurde 1951 von Claude Pourtanel gegründet. In der Saison 1954/55 nahm die Mannschaft erstmals am Spielbetrieb der höchsten französischen Eishockeyspielklasse teil. In dieser war die Mannschaft in den zwei Jahrzehnten ihres Bestehens eine feste Größe. Zuletzt nahm US Métro in der Saison 1970/71 an Frankreichs Eliteliga teil. Anschließend erwarb Teamgründer Pourtanel die Eishalle Patinoire privée de Viry-Châtillon, woraufhin die Eishockeyabteilung des US Métro sich selbstständig machte und den OHC Paris-Viry gründete.